# Marco Kohler
Marco Kohler, né le 23 novembre 1997 à Meiringen, est un skieur alpin suisse.

## Biographie
Marco Kohler naît le 23 novembre 1997 à Meiringen. Il est ami avec Marco Odermatt depuis l'adolescence.

## Carrière
Marco Kohler se blesse gravement au genou gauche en tant qu'ouvreur à Wengen en janvier 2020.
Il fait ses débuts en coupe du monde lors de la saison 2022-2023 à Kitbühel. Lors de cette même saison, il remporte le classement de descente de la coupe d'Europe.
En décembre 2023, il termine huitième de la descente de Val Gardena en Italie puis dixième de la descente de Bormio. Il se blesse gravement au genou droit à Wengen en janvier 2024.

## Palmarès

### Coupe du monde
- Première course : 21 janvier 2023, descente, Kitzbühel, 43e
- Premier top30 : 4 mars 2023, descente, Aspen, 24e
- Premier top10 : 14 décembre 2023, descente, Val Gardena, 8e
- Meilleur résultat : 14 décembre 2023, descente, Val Gardena, 8e
- Meilleur classement général : 78e en 2024[6].

#### Classements en Coupe du monde
| Saison/Classement | Général | Général | Descente | Descente | Slalom | Slalom | Slalom géant | Slalom géant | Super G | Super G | Combiné | Combiné | Parallèle | Parallèle |
| Saison/Classement | Class.  | Points  | Class.   | Points   | Class. | Points | Class.       | Points       | Class.  | Points  | Class.  | Points  | Class.    | Points    |
| ----------------- | ------- | ------- | -------- | -------- | ------ | ------ | ------------ | ------------ | ------- | ------- | ------- | ------- | --------- | --------- |
| 2022-2023         | 150e    | 7       | 55e      | 7        | -      | -      | -            | -            | -       | -       | -       | -       | -         | -         |
| 2023-2024         | 78e     | 83      | 32e      | 58       | -      | -      | -            | -            | 37e     | 25      | -       | -       | -         | -         |

### Coupe d'Europe
- Premier départ : 26 janvier 2016, descente, Davos, 68e
- Premier top30 : 6 janvier 2017, super-G, Wengen, 20e
- Premier top10 : 12 décembre 2018, super-G, St. Moritz, 7e
- Premier podium : 12 janvier 2023, descente, Sella Nevea, 3e
- Meilleur résultat : 30 janvier 2023, 1er, descente, Orcières Merlette 1850
- 6 podiums[7]
- Meilleur classement au général : 2e en 2023

| Saison/Classement | Général | Général | Descente | Descente | Slalom | Slalom | Slalom géant | Slalom géant | Super G | Super G | Combiné | Combiné |
| Saison/Classement | Class.  | Points  | Class.   | Points   | Class. | Points | Class.       | Points       | Class.  | Points  | Class.  | Points  |
| ----------------- | ------- | ------- | -------- | -------- | ------ | ------ | ------------ | ------------ | ------- | ------- | ------- | ------- |
| 2016-2017         | 166e    | 17      | -        | -        | -      | -      | -            | -            | 51e     | 11      | 52e     | 6       |
| 2017-2018         | 200e    | 3       | 63e      | 3        | -      | -      | -            | -            | -       | -       | -       | -       |
| 2018-2019         | 68e     | 138     | 31e      | 51       | -      | -      | -            | -            | 19e     | 87      | -       | -       |
| 2019-2020         | 111e    | 55      | 43e      | 22       | -      | -      | -            | -            | 66e     | 4       | 17e     | 29      |
| 2021-2022         | 91e     | 91      | 29e      | 74       | -      | -      | -            | -            | 50e     | 17      | -       | -       |
| 2022-2023         | 2e      | 602     | 1er      | 406      | -      | -      | 69e          | 11           | 13e     | 185     | -       | -       |